# Gaultheria seshagiriana
Gaultheria seshagiriana är en ljungväxtart som beskrevs av Subba Rao och Kumari. Gaultheria seshagiriana ingår i släktet Gaultheria och familjen ljungväxter. Inga underarter finns listade i Catalogue of Life.